# Taylor Hackford
Taylor Edwin Hackford (Santa Barbara, 31 dicembre 1944) è un regista e produttore cinematografico statunitense.
Ha vinto il Premio Oscar 1979 nella categoria "Miglior cortometraggio".

## Biografia
Il 31 dicembre 1997 ha sposato l'attrice Helen Mirren, conosciuta nel 1986 sul set del film Il sole a mezzanotte (White Nights). Il 25 luglio 2009 è stato eletto presidente della Directors Guild of America, carica ricoperta fino al 2013.

## Filmografia

### Regista
- Teenage Father (1978) - cortometraggio
- Rock Machine (The Idolmaker, 1980)
- Ufficiale e gentiluomo (An Officer and a Gentleman, 1982)
- Due vite in gioco (Against All Odds, 1984)
- Il sole a mezzanotte (White Nights, 1985)
- Hail! Hail! Rock'n'Roll (1987) - documentario
- Un amore, una vita (Everybody's All-American, 1988)
- Patto di sangue (Bound by Honor, 1993)
- L'ultima eclissi (Dolores Claiborne, 1995)
- L'avvocato del diavolo (The Devil's Advocate, 1997)
- Rapimento e riscatto (Proof of Life, 2000)
- Ray (2004)
- Love Ranch (2010)
- Parker (2013)
- The Comedian (2016)

### Produttore
- Quando eravamo re (When We Were Kings), regia di Leon Gast (1996)